# Yinghuo 1
Yinghuo 1 (Luciole 1 en chinois) est une sonde spatiale chinoise destinée à l'exploration de la planète Mars lancée le 8 novembre 2011 par une fusée Zenit en tant que sous-satellite de la sonde Phobos-Grunt de l'Agence spatiale fédérale russe (FKA). Yinghuo 1 devait être transportée jusqu'à Mars par Phobos-Grunt puis larguée par la sonde russe une fois que celle-ci serait en orbite autour de la planète ; Phobos-Grunt n'ayant pu se placer sur l'orbite de transit vers Mars après son lancement, la sonde chinoise s'est écrasée sur Terre le dimanche 15 janvier 2012 en plein océan Pacifique à 1 250 km à l'est de l'île Wellington, au large du Chili. Il s'agissait d'un module d'environ 110 kg qui emportait plusieurs instruments destinés à étudier la surface et l'atmosphère de la planète pour une mission d'une durée de deux ans.

## Programme chinois d'exploration martienne
Si le programme chinois d'exploration lunaire est assez bien connu, les ambitions chinoises sur Mars demeurent en revanche assez confidentielles. Liu Zhenxing, du China Academy of Sciences Centre for Space Science and Applied Research (CAS CSSAR), avait indiqué en été 2003 que la faisabilité d'une mission martienne est à l'étude en Chine depuis le début des années 1990 dans le cadre du projet national désigné par le nom de code « Exploration planétaire 863. » La première phase consistait à analyser les missions martiennes déjà réalisées par d'autres nations et à identifier leurs facteurs de succès et d'échec afin d'évaluer les technologies restant à acquérir par la Chine pour mener à bien ce type de missions de façon autonome. Il en est ressorti le besoin de maîtriser davantage en Chine la technologie des lanceurs, le calcul des trajectoires et des orbites, et le suivi radio des sondes dans l'espace. Plus spécifiquement en ce qui concerne Mars, cela passe par une connaissance approfondie et autonome de l'environnement immédiat de la planète, qui conditionne largement le succès des missions de longue durée à sa surface.
La mission Yinghuo 1 s'inscrivait pleinement dans ces objectifs.

## Planning prévu de la mission

trajet de la fusée russe Zenit et des deux engins dont fait partie Yínghuǒ-1

Il s'agissait d'une sonde de 75 × 75 × 60 cm pour 110 kg, conçue pour une mission de deux ans — précisément un peu plus d'un an autour de Mars après un voyage d'un peu moins d'un an avec la sonde Phobos-Grunt, — initialement programmée pour être lancée par une fusée Zenit/Fregat de la base spatiale de Baïkonour en octobre 2009. Ce lancement a été reporté le 21 septembre 2009 à la fenêtre de tir suivante, c'est-à-dire en 2011.

## Objectifs et équipements scientifiques de la sonde
Les informations concernant la mission Yinghuo 1 étaient assez parcellaires. La charge utile comprenait cinq instruments :
- un « kit plasma, » notamment un spectromètre de masse et des analyseurs de protons et d'électrons ;
- un magnétomètre à vanne de flux ;
- une expérience d'occultation radio pour effectuer un sondage de l'atmosphère ;
- deux caméras au champ de 20 et 38 °, permettant de prendre des photos avec une résolution atteignant 200 m au sol dans les conditions optimales.

Les principaux objectifs de cette mission pouvaient être résumés comme suit :
1. Analyse détaillée de l'environnement magnétique et des plasmas au voisinage de Mars ;
2. Étude de l'échappement des ions atmosphériques dans l'espace et des mécanismes à l'œuvre dans l'érosion atmosphérique sous l'effet du vent solaire ;
3. Étude de l'ionosphère martienne à la faveur d'occultations réalisées entre les sondes Phobos-Grunt et Yinghuo 1, particulièrement aux régions situées au-dessus du midi solaire et du minuit solaire ;
4. Observation des tempêtes de poussières martiennes.

Afin de pouvoir réaliser les occultations de l'ionosphère martienne, la sonde devrait connaître sept périodes d'obscurité totale de 8,8 h en traversant l'ombre de Mars.
La sonde Yinghuo 1 était distincte de l'instrument chinois SOPSYS de la mission Phobos-Grunt, destiné à l'analyse in-situ de la surface de Phobos.

## Énergie et télécommunications
La sonde Yinghuo 1 était également dotée des équipements suivants :
- module solaire photovoltaïque 2×3 pour une longueur totale de 5,6 m, stabilisé sur trois axes perpendiculairement aux rayons du Soleil, fournissant une puissance moyenne de 90 W, avec des pointes à 180 W ;
- antenne grand gain (bande S) de 95 cm de diamètre, transmission à 8,4 et 7,74 GHz au débit de 8 bit/s à 16 kbit/s ;
- antenne faible gain au débit de 80 bit/s.

La sonde devait être localisée depuis la Terre par interférométrie à très longue base, la communication avec elle étant assurée par des installations de suivi russes et européennes en l'absence, pour l'instant, d'infrastructures suffisantes en Chine.

## Étymologie du nom de la sonde
Le nom yínghuǒ (orthographié 萤火 en caractères simplifiés ou 螢火 en caractères traditionnels) signifie luciole et rappelle une désignation ancienne et quasiment homophone de Mars, yínghuò, orthographiée quant à elle 荧惑 et 熒惑 en caractères simplifiés et traditionnels respectivement, avec le sens littéral de « flamme égarée », peut-être en rapport avec l'observation de sa teinte rougeâtre et de ses mouvements apparents de rétrogradation sur la voûte céleste.